# Синдром Котара
Бред Котара, также известный как синдром ходячего трупа или синдром Котара, представляет собой редкое психическое расстройство, при котором пострадавший человек придерживается бредовой веры в то, что он мёртв, не существует, разлагается или потерял свою кровь или внутренние органы. Статистический анализ выборки из ста пациентов показал, что отрицание собственного существования присутствует в 45 % случаев синдрома Котара; у остальных 55 % пациентов наблюдался бред бессмертия.
В 1880 году невролог Жюль Котар описал это состояние как Le délire des négations (с фр. — «Бред отрицания»), психиатрический синдром различной степени тяжести. Лёгкий случай характеризуется отчаянием и ненавистью к себе, в то время как тяжёлый случай характеризуется интенсивным бредом отрицания и хронической психиатрической депрессией.
Случай «Мадемуазель Икс» описывает женщину, которая отрицала существование частей своего тела (соматопарафрения) и свою потребность в еде. Она утверждала, что была приговорена к вечному проклятию и поэтому не могла умереть естественной смертью. В ходе переживания «Бреда отрицания» мадемуазель Икс умерла от голода.
Бред Котара не упоминается ни в Руководстве по диагностике и статистике психических расстройств (DSM), ни в 10-м издании Международной статистической классификации болезней и связанных с ними проблем со здоровьем (МКБ-10) Всемирной организации здравоохранения.

## Признаки и симптомы
Бред отрицания является центральным симптомом синдрома Котара. Пациент обычно отрицает своё собственное существование, существование определённой части тела или существование части своего тела. У синдрома Котара существует три стадии:
1. Стадия прорастания: появляются симптомы психотической депрессии и ипохондрии;
2. Стадия цветения: полное развитие синдрома и бреда отрицания;
3. Хроническая стадия: продолжающийся тяжёлый бред наряду с хронической психотической депрессией[8].

Синдром Котара отдаляет человека с этим заболеванием от других людей из-за пренебрежения его личной гигиеной и физическим здоровьем. Бред отрицания себя мешает пациенту осмыслить внешнюю реальность, что затем порождает искажённое представление о внешнем мире. Такой бред отрицания обычно встречается при шизофрении. Хотя диагноз синдрома Котара не требует, чтобы у пациента были галлюцинации, — сильный бред отрицания сопоставим с теми, которые обнаруживаются у пациентов с шизофренией.

### Искажённая реальность
В статье «Между жизнью и смертью: тематические исследования заблуждения Котара» (1996 г.) описывается современный случай заблуждения Котара, который произошёл у шотландца, чей мозг был повреждён в результате аварии на мотоцикле: 

Симптомы пациента возникали в контексте более общих ощущений нереальности происходящего и ощущения того, что он мёртв. В январе 1990 года, после выписки из больницы в Эдинбурге, мать увезла его в Южную Африку. Он был убеждён, что его забрали в Ад (что было подтверждено высокой температурой) и что он умер от сепсиса (который был опасен в начале его выздоровления), или, возможно, от СПИДа (он прочитал статью в The Scotsman о ком-то со СПИДом, который умер от сепсиса), или от передозировки инъекции от жёлтой лихорадки. Он думал, что «позаимствовал дух своей матери, чтобы показать ему Ад», и что она спит в Шотландии.
В статье «Рецидивирующая постиктальная депрессия с бредом Котара» (2005 г.) описывается случай 14-летнего мальчика, страдающего эпилепсией, у которого после припадков развился синдром Котара. В его истории психического здоровья были темы смерти, хронической печали, снижения физической активности в свободное время, социальной изоляции и нарушения биологических функций.
Примерно два раза в год у мальчика случались приступы, длившиеся от трёх недель до трёх месяцев. В ходе каждого эпизода он говорил, что все и вся мертвы (включая деревья), описывал себя как мёртвое тело и предупреждал, что мир будет уничтожен в течение нескольких часов. На протяжении всего эпизода мальчик не проявлял никакой реакции на приятные стимулы и не проявлял интереса к общественной деятельности.

## Патофизиология

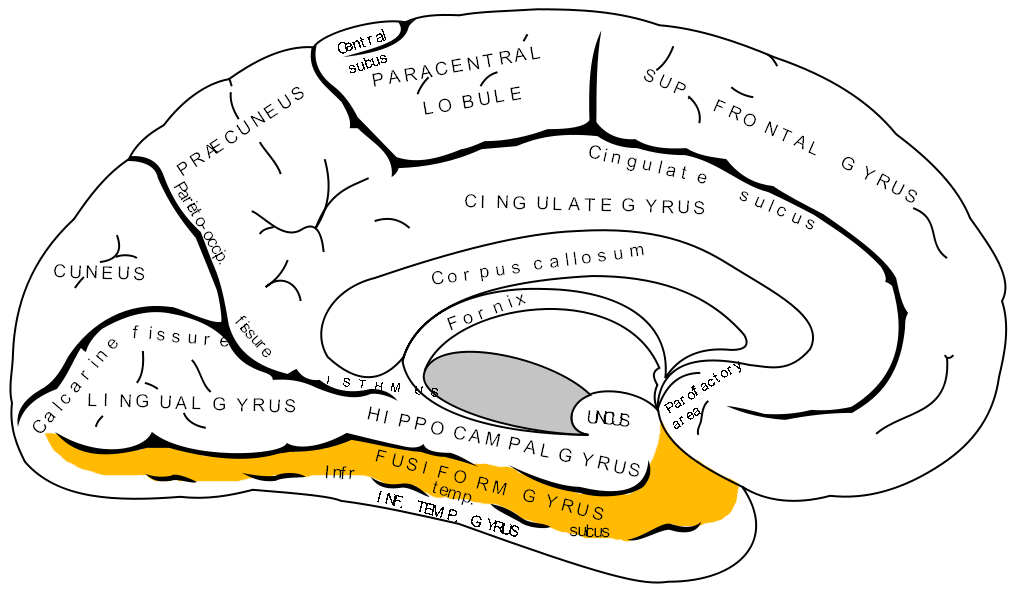
Патологическая активность нейронов в области распознавания лиц, в веретенообразной извилине (оранжевая), может быть причиной синдрома Котара.

Лежащие в основе нейрофизиологии и психопатологии синдрома Котара могут быть связаны с проблемами бредовой неправильной идентификации. Неврологически считается, что бред Котара (отрицание себя) связан с бредом Капгра (людей заменяют самозванцами); считается, что каждый тип бреда является результатом нейронных сбоев в веретенообразной области мозга, которая распознаёт лица, и в миндалинах, которые связывают эмоции с знакомым лицом. 
Нейронное разъединение создаёт у пациента ощущение, что лицо, которое они видят, не является лицом человека, которому оно принадлежит; следовательно, этому лицу не хватает знакомости (узнаваемости), обычно ассоциируемой с ним. Это приводит к дереализации или отключению от окружающей среды. Если наблюдаемое лицо принадлежит человеку, известному пациенту, он воспринимает это лицо как лицо самозванца (бред Капгра). Если пациент видит своё собственное лицо, он может не заметить никакой связи между лицом и своим собственным самоощущением, что приводит к тому, что пациент считает, что их не существует (синдром Котара).
Синдром Котара обычно встречается у людей с психозом, как при шизофрении. Он также встречается при клинической депрессии, дереализации, опухоли головного мозга и мигренозных головных болях. В медицинской литературе указывается, что возникновение бреда Котара связано с поражением теменной доли. Таким образом, у пациентов с бредом Котара частота атрофии головного мозга — особенно средней лобной доли — выше, чем у людей в контрольных группах.
Бред Котара также является результатом неблагоприятной физиологической реакции пациента на лекарственное средство (наприм., ацикловир) и на его предшественник-пролекарство (наприм., валацикловир). Возникновение симптомов бреда Котара было связано с высокой концентрацией в сыворотке крови 9-карбоксиметоксиметилгуанина (CMMG), основного метаболита ацикловира.
Таким образом, у пациента со слабыми почками (нарушение функции почек) сохранялся риск возникновения бредовых симптомов, несмотря на снижение дозы ацикловира. Гемодиализ разрешил бред пациента (отрицание себя) в течение нескольких часов после лечения, что говорит о том, что появление симптомов бреда Котара не всегда может быть причиной психиатрической госпитализации пациента.

## Лечение
Фармакологические методы лечения, как монотерапевтические, так и мультитерапевтические, с использованием антидепрессантов, нейролептиков и стабилизаторов настроения были успешными. Аналогично, у пациентов с депрессией электросудорожная терапия (ЭСТ) более эффективна, чем фармакотерапия.
Синдром Котара, возникающий в результате неблагоприятной лекарственной реакции на валацикловир, объясняется повышенной концентрацией в сыворотке крови одного из метаболитов валацикловира, 9-карбоксиметоксиметилгуанина (CMMG). Успешное лечение требует прекращения приёма валацикловира. Гемодиализ был связан со своевременным выведением CMMG и устранением симптомов.

## Тематические исследования
- У одного пациента, названного WI по соображениям конфиденциальности, был диагностирован бред Котара после значительного черепно-мозгового повреждения. Повреждение полушария головного мозга, лобной доли и желудочковой системы было очевидно врачам WI после обследования с помощью магнитно-резонансной томографии (МРТ) и компьютерной томографии (КТ). В январе 1990 года WI был выписан на амбулаторное лечение.

Несмотря на то, что его семья договорилась о его поездке за границу, он продолжал испытывать значительные постоянные проблемы со зрением, что спровоцировало направление на офтальмологическое обследование. Формальное визуальное тестирование затем привело к обнаружению дальнейших повреждений. В течение нескольких месяцев после первоначальной травмы WI продолжал испытывать трудности с узнаванием знакомых лиц, мест и предметов. Он также был убеждён, что он мёртв, и испытывал чувство дереализации.
Позже, в 1990 году, после выписки из больницы, WI был убеждён, что попал в Ад после смерти либо от СПИДа, либо от сепсиса. Когда в мае 1990 года WI, наконец, обратился за неврологическим обследованием, он уже не был полностью уверен, что мёртв, хотя всё ещё подозревал это. Дальнейшее тестирование показало, что WI был способен отличать живых людей от мёртвых, за исключением его самого. Когда WI лечился от депрессии, его мания собственной смерти уменьшилась за месяц.
- В ноябре 2016 года газета Daily Mirror опубликовала сообщение об Уоррене Маккинлее из Брейнтри в Эссексе, у которого развилась мания Котара после серьезной аварии на мотоцикле[22].

## В обществе и культуре
Протагониста фильма Чарли Кауфмана «Нью-Йорк, Нью-Йорк» 2008 года зовут Кейден Котар. На протяжении всего фильма Котар думает, что умирает, и мы видим другие примеры бреда Котара со сценами, такими как, когда его дочь Олив начинает кричать о том, что в её теле есть кровь, и по ходу фильма Котар исчезает из пьесы, которую он пишет о своей собственной жизни, и изображается другие актёры, поскольку он играет роль уборщицы.
Предполагается, что у Пера «Дэда» Олина, вокалиста блэк-метал-групп Mayhem и Morbid, была мания Котара в результате инцидента с издевательствами в юности, который оставил его клинически мёртвым на короткое время. Вскоре после этого у него развилась навязчивая идея смерти (отсюда его сценический псевдоним и использование корпспэйнта), он часто наносил себе увечья на сцене и среди друзей и становился всё более подавленным и замкнутым, что усугублялось его плохими отношениями с лид-гитаристом Евронимусом, что в конечном итоге привело к его самоубийству в 1991 году. Его предсмертная записка содержала строки: «<…> Я принадлежу лесу, и всегда принадлежал. Всё равно никто не поймёт почему. Чтобы дать некое подобие объяснения — я не человек, всё это просто сон, и скоро я проснусь».

### Комментарии
1. ↑  
Существует также мнение о том, что синдром Катара связан с повреждением небольшого участка мозга, известного как островковая доля[14].